# Montes Musgrave
La sierra de Musgrave es un cordal montañoso situado en el centro de Australia, a caballo sobre la frontera entre Australia Meridional y el Territorio del Norte, adentrándose en Australia Occidental. Se encuentran entre el Gran Desierto de Victoria al sur y el desierto de Gibson, al norte. Tienen una longitud de 210 kilómetros y varias cimas que superan los 1100 metros de altitud. El pico más alto es el monte Woodroffe, de 1435 m. 

## Historia
La sierra de Musgrave, habitada por los pjantjatjara, fueron descubiertos para Europa por el explorador inglés William C. Gosse, y más tarde les dieron el nombre en homenaje a sir Anthony Musgrave, antiguo gobernador de Australia Meridional y de Queensland.
Los pjantjatjara fueron expulsados de la región, hasta que en 1980, la Pitjantjatjara Land Rights Act les devolvió la posesión de estas tierras en la parte situada en Australia Meridional, pero la aridez y la naturaleza poco hospitalaria de la zona ha hecho que la mayor parte de aborígenes hayan marchado al sur, a Port Augusta y a Whyalla.
- Datos: Q1954879